# Eimerlein
Das Eimerlein war ein Heilbronner Maß für Flüssigkeiten und stand in der Maßkette des Fuders. Das Fuder als Maß war bei beiden Rechnungsarten, Heilbronner und nur Verrechnung, verschieden. 
Heilbronner Einteilung:
- 1 Eimerlein = 1872 Pariser Kubikzoll = 37,13 Liter = 2,021 Imi (neue Württemb.)
- 1 Fuder = 20 Eimerlein = 80 Viertel = 37440 Pariser Kubikzoll  = 7,427 Hektoliter = 0,4211 Fuder (neue Württemb.)
- 1 Ohm = 3 Eimerlein = 12 Viertel

Einteilung nur für Verrechnungen:
- 1 Fuder für Verrechnungen = 10 Ohm = 120 Viertel = 56160 Pariser Kubikzoll = 11,140 Hektoliter = 0,6317 Fuder (neue Württemb.)

Vergleich
- 3 Fuder der Heilbronner Einteilung = 2 Fuder der Verrechnungen (Speyerer Fuder)
- 1 Viertel = 468 Pariser Kubikzoll = 9,283 Liter = 5,053 Mass (neue Württemb.)
- 1 Ohm = 5616 Pariser Kubikzoll = 111,4 Liter = 6,064 Imi (neue Württemb.)